# Format średniówkowy
Format średniówkowy – rozmiar wersowy o ustalonym miejscu przedziału międzywyrazowego (średniówki). W klasycznym sylabizmie polskim średniówkowe są obowiązkowo rozmiary o długości większej niż osiem sylab.
Ten sam rozmiar może tworzyć przynajmniej dwa różne formaty średniówkowe na przykład dziewięciozgłoskowiec: 9(4+5) i 9(5+4), dziesięciozgłoskowiec: 10(4+6) i 10(5+5). Różne formaty średniówkowe wykazują odmienną charakterystykę rytmiczną i sylabotonizują się w odmienny sposób. Na przykład symetryczny dwunastozgłoskowiec (6+6) może być trocheiczny (SsSsSs//SsSsSs) lub amfibrachiczny (sSssSs//sSssSs), a dwunastozgłoskowiec asymetryczny (5+7) jambiczny (sSsSs//sSsSsSs). Występują też z różną częstotliwością. Trzynastozgłoskowiec ze średniówką po sylabie siódmej jest najpowszechniejszym rodzajem polskiego wiersza, natomiast trzynastozgłoskowiec ze średniówką po sylabie szóstej należy do rzadkości.
W literaturach obcych formatami średniówkowymi są francuski aleksandryn i jego czeski odpowiednik, jak również grecki wiersz polityczny.
Utwór Sebastiana Grabowieckiego [Mój wiek czasem krótkim jak sznurem zmierzony] reprezentuje formułę 12(6+6).
Nieszczęsny jest żywot człowieka grzesznego,
Pajęczynie równe wszystkie sprawy jego;
A jako mol szatę, tak one żal kazi,
Które więc zła wola od Pana odrazi.
Natomiast Tren I Jan Kochanowski to też dwunastozgłoskowiec, ale (7+5):
Wszytko prózno! Macamy, gdzie miękcej w rzeczy,
A ono wszędy ciśnie! Błąd - wiek człowieczy!
Nie wiem, co lżej : czy w smutku jawnie żałować,
Czyli się z przyrodzeniem gwałtem mocować?
Rozróżnienie formatów tego samego rozmiaru przyczyniło się do znacznego zwiększenia liczby wzorców metrycznych. U Jana Kochanowskiego, który przestrzegał podziału średniówkowego, występuje 15 schematów wersowych.
Przykładem wspomnianego czeskiego aleksandrynu jest Elegia siódma Jiříego Ortena:
Jedenkrát na nebi (to píši o Bohu)
ťala se průzračnost o rudou oblohu
a krvácela pak a šla a zapadala.
Snad to byl jenom sen, ve kterém se mi zdála
maminka s tatínkem, domov a oba bratři,
snad to byl jenom sen, ve kterém člověk spatří
sám sebe ve vodě, pod koly v rybníce,
snad to byl jenom sen, zrcadlo měsíce,
neměl se mi však zdát, když jsem se neprobudil,
neměl mne zanechat v plameni, který studil!
Zasadniczo taką samą rytmikę jak przywołany piętnastozgłoskowy wiersz grecki ma czeski siedmiostopowiec jambiczny, obecny na przykład w twórczości Karela Hlaváčka, zwłaszcza w cyklu Mściwa kantylena:
Již mrtvo vše, již mrtvo vše, kraj ani nezavzdýchá -
a marno vše a marno vše - ten tam je vzdor a pýcha,
ryk msty již nikdy nezazní zde do mrtvého ticha.
Tlí v polích marné modlitby na tělech hnisajících,
těch, kteří známku geusovství ve vpadlých měli lících
a kteří mstili, mstili ji na Kroesech hodujících.